# Stazione di Tsurugamine

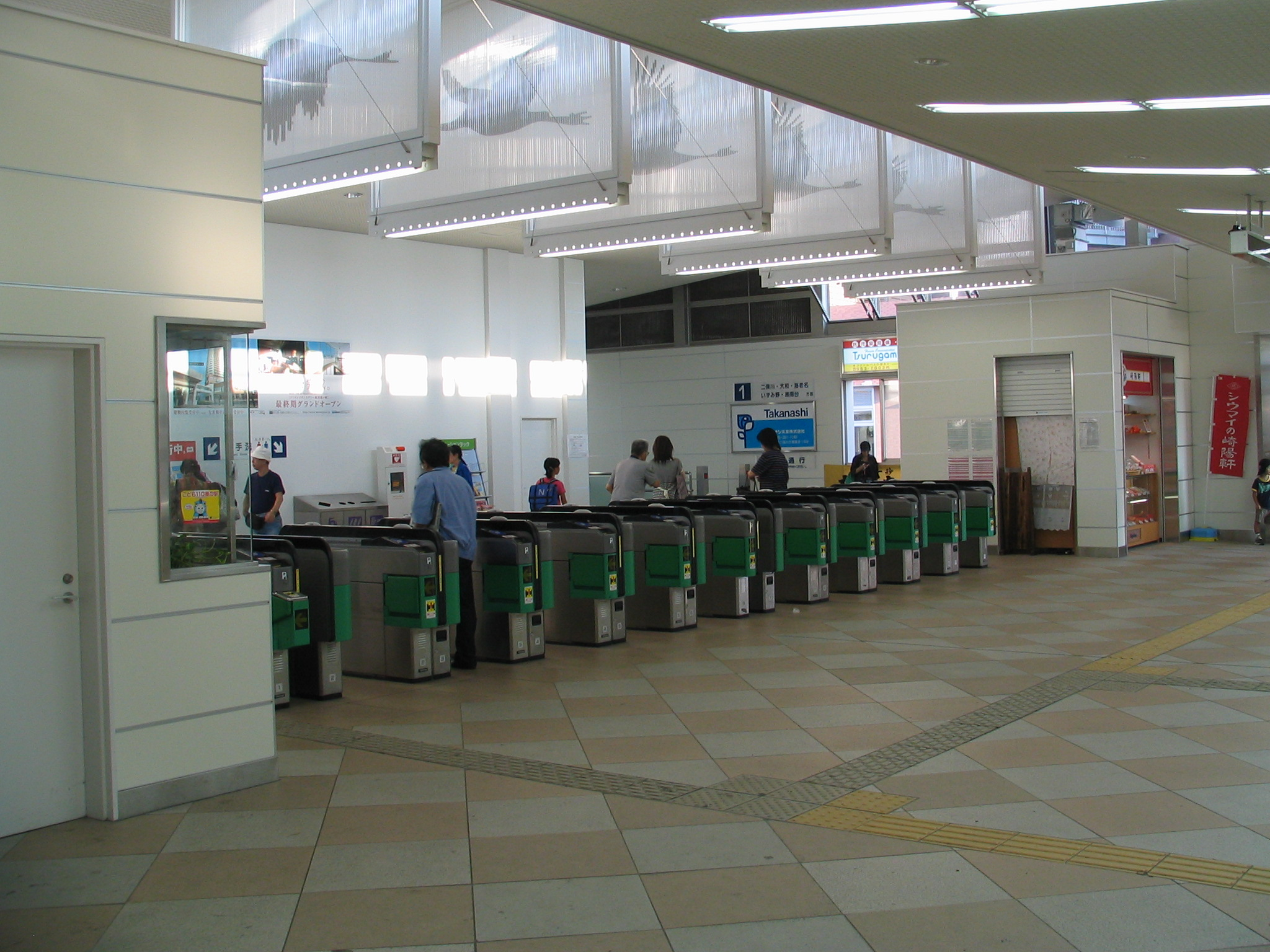
Vista delle barriere d'accesso

La stazione di Tsurugamine (鶴ヶ峰駅?, Tsurugamine-eki) è una stazione ferroviaria situata nel quartiere di Asahi-ku della città giapponese di Yokohama, nella prefettura di Kanagawa, ed è servita dalla linea Sagami principale delle Ferrovie Sagami.

## Linee
Ferrovie Sagami
■■ Linea Sagami principale

## Struttura
La stazione è dotata di due marciapiedi laterali, con due binari passanti in superficie.
| 1 | ■ Linea Sagami principale | per Futamatagawa, Ebina e Shōnandai |
| 2 | ■ Linea Sagami principale | per Yokohama                        |

## Dintorni della stazione
La stazione si trova al centro del distretto di Asahi, e presso il lato sud si trova la zona di "Yumehama 2010", una zona residenziale realizzata attorno a una torre di 29 piani (il nome dell'edificio e delle attività commerciali a esso collegate è "CocoLot Tsurugamine").

## Stazioni adiacenti
| «                                       | Servizio                | »                       |
| Linea Sagami principale                 | Linea Sagami principale | Linea Sagami principale |
| --------------------------------------- | ----------------------- | ----------------------- |
| Nishiya                                 | Locale                  | Futamatagawa            |
| Hoshikawa                               | Rapido                  | Futamatagawa            |
| Le altre tipologie di treni non fermano |                         |                         |